# John F. Shafroth
John F. Shafroth (Columbia, 1854. június 9. – Denver, 1922. február 20.) az Amerikai Egyesült Államok szenátora (Colorado, 1913–1919).